# Büssing A5P
Le Büssing A5P était une automitrailleuse blindée développée par la société allemande Büssing en 1915, à la demande du Oberste Heeresleitung, et mise en service en 1916. Un unique exemplaire fut produit et utilisé durant la Première Guerre mondiale, en France, en Roumanie et en Ukraine.

## Histoire
La société Büssing reçu sa première commande de véhicules militaires en 1910 : des tracteurs d'artillerie et des remorques. À partir de  1914, elle se concentre sur la production d'un type de camion militaire standard de 3 tonnes de charge utile (Regel-3-Tonner (de)).
En octobre 1914, l'armée allemande prit  conscience du potentiel des automitrailleuses blindées à la suite de la tactique de harcèlement employée par l'armée belge avec la Minerva. La Oberste Heeresleitung demanda donc aux sociétés Ehrhardt, Daimler et Büssing de développer des prototypes de véhicules similaires.
À la fin de 1915, celui de Büssing est terminé. L'A5P est un véhicule lourd et de grande taille, utilisant une configuration à double poste de conduite, le véhicule pouvant rouler indifféremment dans un sens ou dans l'autre. Il possède une garde au sol importante, utile sur terrain difficile. Son moteur est emprunté aux camions, un 6 cylindres essence Büssing de 90 ch. Le véhicule est composé d'un grand volume blindé en acier abritant un équipage de 10 hommes, dont 6 pour utiliser trois mitrailleuses de 7,92 mm MG 08. À titre expérimental et pour une courte période, le  véhicule fut doté d'un canon Becker de 20 mm (Becker Type M2 20 mm cannon (en)).
En 1916, l'armée allemande estima que le modèle Ehrhardt E-V/4 (en) avait de meilleures capacités  opérationnelles, et la production de l'A5P fut interrompue après un unique prototype, livré à l'armée le 22 mai et utilisé en France, d'abord à Verdun où son utilité s'avère nulle, puis à Bouxwiller, où il  participe à sept combats.
Le 18 octobre, l'engin arrive en Roumanie et est utilisé jusqu'au 27 dans des missions de reconnaissance, jusqu'à la casse de son essieu arrière, ce qui oblige son retour en Allemagne.
Début 1917 le véhicule est équipé d'un poste émetteur Funkentechnischen FT-Gerät d'une portée de 30 km, puis est envoyé à Kiev et y reste jusqu'à la fin de la guerre, en compagnie d'au moins deux autres véhicules blindés.
Il est ensuite rapatrié à Berlin,et stationne dans la caserne de Lankwitz. Il est possible qu'il fut utilisé par les « Freikorps » de cette ville en 1919 et finit à la ferraille peu après.